# Kyrnassivka
Kyrnassivka (en ukrainien : Кирнасівка) est une commune urbaine de l'oblast de Vinnytsia, en Ukraine. Elle compte 4 903 habitants en 2021.